# Mỹ hóa
Mỹ hóa là thuật ngữ dùng để chỉ ảnh hưởng của nước Mỹ lên nền văn hóa của quốc gia khác, hoặc thay thế văn hóa bản địa bằng những thứ đến từ văn hóa Mỹ. Nó thường dùng với nghĩa tiêu cực. Một trong những lý do chính là do một số thương hiệu của Mỹ đã nổi tiếng khắp toàn cầu (ví dụ: Coca-Cola, McDonald's, Burger King, Pizza Hut) cũng như những văn hoá phẩm của Mỹ được tung ra khắp thế giới. Mỹ hóa cũng để chỉ quá trình các di dân đến Mỹ và trở thành người Mỹ. Quá trình này thông thường bao gồm việc học tiếng Anh và điều chỉnh theo văn hóa, phong tục, và thời trang kiểu Mỹ.